# Paterwa (Saptari)
Pour les articles homonymes, voir Paterwa.
Paterwa (en népalais : पटेर्वा) est un comité de développement villageois du Népal situé dans le district de Saptari. Au recensement de 2011, il comptait 3 889 habitants.